# 陳一天
陳一天（英語：Oscar Chan Yat Tin，1984年8月21日—），原名陳堃，香港男演員，早年在葵青區長大，1996年畢業於中華傳道會呂明才小學下午校。2003年參加無綫電視第18期藝員訓練班而入行，於《學警雄心》飾演郭啟邦一角被人知悉，並於多套劇中飾演配角，2012年底轉投香港電視網路，《仁心解碼II》為其在無綫電視的最後作品。2014年於劇集《來生不做香港人》飾彭世澤（無頭騎士）一角，人氣直升。
2015年，被香港知名監製鄧特希欽點於中國廣東電視台新劇《只有情永在》首次擔正演出第一男主角，和同為香港電視網路的女藝員黃芷晴一同演出。

## 演出作品

### 電視劇（HKTV）
- 2014年：選戰 飾演 Kelvin
- 2014年：來生不做香港人 飾演 彭世澤（Jacky、無頭騎士）
- 2015年：導火新聞線 飾演 李廷軒
- 2015年：歲月樓情 飾演 譚天安

### 電視劇（無線電視）
- 2002年：皆大歡喜 飾 大漢、太監、轎伕、小二
- 2003年：皆大歡喜 飾 七十年代助手、信友、學生、傷殘人仕、送貨仔
- 2004年：皆大歡喜 飾 乞丐、男信眾、賓客、金毛
- 2004年：楚漢驕雄 飾 劉盈
- 2005年：皆大歡喜 飾 酒樓侍應
- 2005年：我師傅係黃飛鴻 飾 陳阿蘇
- 2005年：學警雄心 飾 郭啟邦
- 2005年：本草藥王 飾 小董
- 2006年：我外母唔係人 飾 阿寅
- 2006年：潮爆大狀 飾 曾展才
- 2006年：心慌.心鬱.逐個捉 飾 程大業
- 2006年：東方之珠 飾 陳福榮
- 2007年：學警出更 飾 郭啟邦
- 2007年：千謊百計 飾 旺仔
- 2007年：布衣神相 飾 傅晚飛
- 2007年：爸爸閉翳 飾 陸浩昌之子
- 2007年：律政新人王II 飾 戴健威
- 2007年：鐵咀銀牙 飾 宋承恩
- 2007年：和味濃情 飾 張景澄
- 2008年：尖子攻略 飾 呂俊曦
- 2009年：學警狙擊 飾 郭啟邦
- 2009年：蔡鍔與小鳳仙 飾 洪震
- 2009年：大冬瓜 飾 含羞草
- 2010年：五味人生 飾 連潤月
- 2010年：刑警 飾 甘世文（金刚）
- 2011年：九江十二坊 飾 何樂滔
- 2011年：點解阿Sir係阿Sir 飾 張文傑
- 2011年：怒火街頭 飾 聶展祥
- 2011年：萬凰之王 飾 小蔡子
- 2012年：拳王 飾 周忠中
- 2012年：回到三國 飾 電視台副導演
- 2012年：大太監 飾 薛少傑
- 2013年：仁心解碼II 飾 孫偉豪（黑仔）

### 電視劇（中國大陸/其他）
- 2015年：只有情永在 飾 鲁國松（第一男主角）
- 2022年：黑金風暴 飾 邵仁勇（男配角）
- 2023年：叠影狙擊飾 蘇健興 (男配角)

### 綜藝節目
- 2019年：女兒們的男朋友（騰訊真人秀）

## 外部連結
- 陳一天的新浪微博
- 陳堃 oscar profile trailer （页面存档备份，存于）